# Stekelrandklepschildpad
De stekelrandklepschildpad (Kinixys erosa) is een schildpad uit de familie landschildpadden (Testudinidae).

## Naam
De wetenschappelijke naam van de soort werd in 1812 als Testudo erosa gepubliceerd door August Friedrich Schweigger. John Edward Gray plaatste de soort in 1831 in het geslacht Kinixys. Andere Nederlandstalige benamingen zijn bosklepschildpad en getande klepschildpad.

## Kenmerken
Deze schildpad heeft een opvallend uiterlijk; het schild is anderhalf keer zo lang als breed, heeft ongeveer 20 grote hoornplaten verdeeld over de rand van het schild die sterk op een verdord (bruin) blad lijken, terwijl de rughoornplaten juist vrij strakke vormen hebben. De kleur is chocoladebruin, soms tot groenbruin tot zwart en bij oudere dieren worden de hoekige rugplaten ronder en boller. De gemiddelde carapaxlengte is ongeveer 20 - 23 centimeter, oudere exemplaren kunnen een schildlengte van maximaal 32 centimeter bereiken.

## Leefwijze
Het voedsel bestaat voor een groot deel uit bladeren van planten, fruit en paddenstoelen, maar ook kleine ongewervelden zoals slakken worden gegeten.
Het legsel bestaat uit maximaal 4 eieren, die op de bodem worden afgezet en bedekt worden met bladeren.

## Verdediging
De getande klepschildpad dankt de naam aan een aantal scharnierende hoornplaten aan de achterzijde van het rugschild. Als de schildpad wordt aangevallen, klapt het rugschild omlaag en worden zo de achterpoten beschermd. Ook de wetenschappelijke naam is een beschrijving hiervan; kineo betekent bewegen en ixus betekent achterkant; kinixys is de samenvoeging hiervan. Ook veel doosschildpadden kennen dit scharnier-principe, maar deze klappen juist de buikplaten omhoog, en aan beide kanten. Overigens hebben de juvenielen nog geen scharnierende klep; deze groeit nog en wordt na ongeveer drie jaar functioneel.

## Verspreiding en leefgebied
De getande klepschildpad komt voor in grote delen van westelijk- centraal- en zuidelijk Afrika. De schildpad komt voor in allerlei biotopen, als het maar warm en zonnig is en een begroeide waterpartij waar hij in kan vluchten bij gevaar. De schildpad wordt aangetroffen langs rivieroevers, in moerassen en bosranden tot in het tropisch regenwoud.